# Fritz Studer (Politiker)

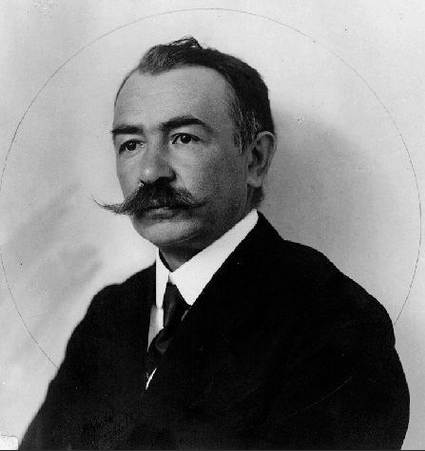
Fritz Studer (ca. 1910)

Fritz Studer, Hartmann Friedrich Studer (Taufname), (* 26. Juni 1873 in St. Petersburg; † 12. August 1945 in Winterthur) war ein Schweizer Politiker (SP) und Bundesrichter.

## Leben

### Beruflicher und politischer Werdegang

Winterthurer Stadtrat um 1912 mit Fritz Studer in der Mitte

Fritz Studer ist ab seinem dritten Lebensjahr in gutbürgerlichen Verhältnissen in Winterthur aufgewachsen. Er war der Sohn des Kaufmanns und Fabrikanten Friedrich Hartmann. Dieser war in den 1860er-Jahren nach Russland umgesiedelt und betrieb dort seit 1872 eine eigene Sägerei. Seine vier Söhne hingegen liess er in Winterthur einschulen und so bewegte sich die Familie stets zwischen Ost- und West. Nachdem Fritz Studer in Winterthur die Grundschule absolviert hatte, studierte er von 1892 bis 1896 Jurisprudenz an den Universitäten Bern, Lausanne, Berlin, Paris und Heidelberg, wo er auch promovierte.
Beruflich und auch Politik erklomm Fritz Studer rasch die Karriereleiter: Nach einem Jahr als Auditor war er von 1898 bis 1903 Vizepräsident des Winterthurer Bezirksgerichts. Danach arbeitete er von 1903 bis 1920 als Anwalt und von 1910 bis 1920 als Kassationsrichter.

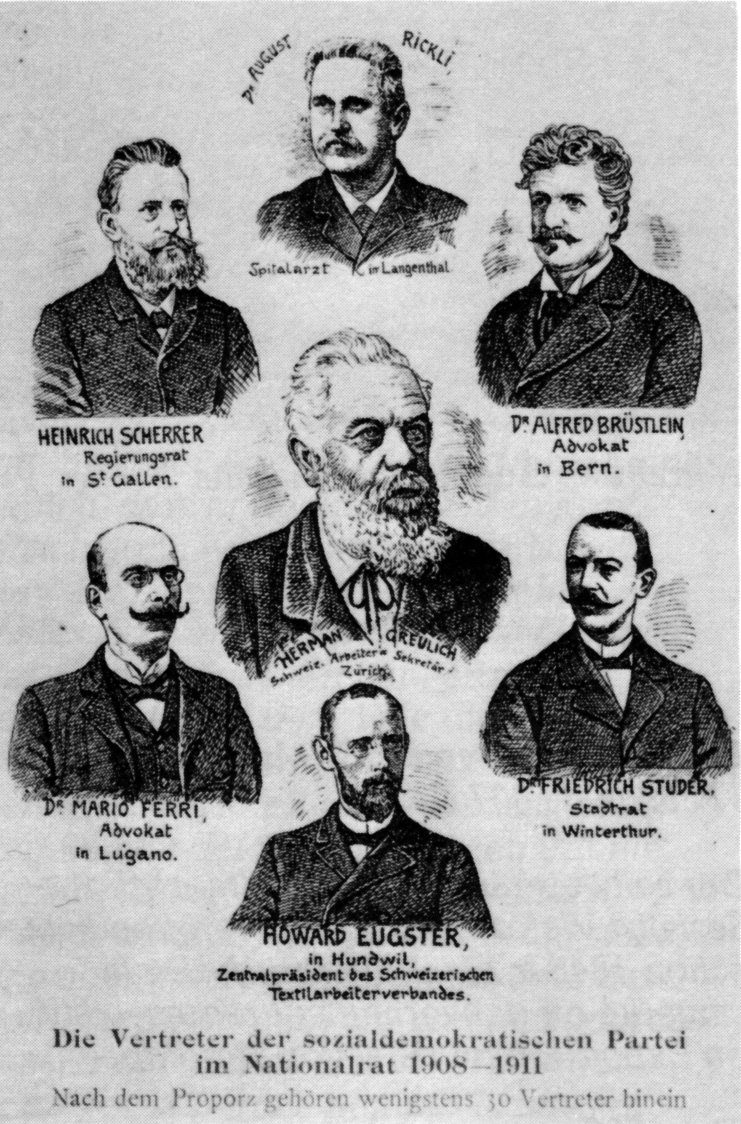
Die sieben Vertreter der SP im Nationalrat zwischen 1908 und 1911, Friedrich (Fritz) Studer (rechts unten)

Fritz Studer trat 1898 dem kantonalen Grütliverein bei. Von 1898 bis 1907 politisierte der Grütilianer im Grossen Stadtrat (Parlament). Studer zählte zu den Befürwortern und Förderern der Trennung zwischen der Arbeiterpartei und den Demokraten. Damit wurde er zu einem wichtigen Wegbereiter der 1902 ins Leben gerufenen Sozialdemokratischen Partei des Kantons Zürich und wurde deren erster Präsident. Er zählte zu den Mitverfassern des ersten SP-Parteiprogrammes von 1904 und den Parteistatuten von 1911. Von 1912 bis 1916 war er Präsident der SP Schweiz.

### Ein «roter» Polizeivorsteher während des Generalstreiks
Von 1907 bis 1920 wirkte Fritz Studer nebenberuflich im Stadtrat (Exekutive) und stand zuerst dem Forst- und Güteramt und ab 1916 dem Polizei- und Gesundheitsamt vor. In dieser Funktion war er mit der Bewältigung der Spanischen Grippe und dem Landesstreik konfrontiert. Er war gemeinsam mit Stadtpräsident Hans Sträuli als vermittelnde Politiker massgeblich daran beteiligt, dass es in Winterthur verhältnismässig ruhig blieb. Wichtige Massnahmen war der Verzicht auf Truppenstationierungen in der Stadt und auch das unermüdliche Bestreben die Konfliktparteien immer wieder an den Verhandlungstisch zu bringen.
Fritz Studer politisierte aber nicht nur auf städtischer Ebene. Beinahe in derselben Zeitspanne, nämlich von 1902 bis 1905 sass er zuerst im Kantonsrat und wurde dann 1908, als Nachfolger des verstorbenen Albert Kündig, als jüngstes Mitglied in den Nationalrat gewählt, wo er bis 1920 verblieb. In Bundesbern gehörte er den Kommissionen für die Revision des Fabrikgesetzes, für das Strafgesetzbuch sowie Militärstrafrecht und der Kommission für den Beitritt zum Völkerbund an.
1920 wechselte er zum Eidgenössischen Versicherungsgericht in Luzern, wo er bis zu seiner Wahl zum Bundesrichter im Jahr 1932 verblieb.

### Persönliches Engagement
Fritz Studer setzte sich als Mitglied der Sozialistischen Internationalen und der Interparlamentarischen Union für die internationale Verständigung und den Völkerfrieden ein. Daneben war er in verschiedenen kulturellen Vereinen aktiv, wie beispielsweise dem Musikkollegium.

## Nachlass
Der persönliche Nachlass von Fritz Studer wurde 1980 an das Sozialarchiv in Zürich übergeben. Neben Korrespondenzen enthält er Lebenserinnerungen, Reden, Unterlagen zu seinen Tätigkeiten als Richter und Politiker sowie verschiedene Kommissionsakten.

## Publikationen
- Erinnerungen an die Kämpfe für die Einführung des proportionalen Wahlverfahrens, in: Rote Revue, Band 23 (1943–1944), Heft 3, S. 81–89. doi:10.5169/seals-334944 (PDF)
- Zur künftigen Gestaltung des schweizerischen Arbeitsrechts, in: Rote Revue, Band 24 (1944–1945), Heft 2, S. 53–60. doi:10.5169/seals-335089 (PDF)